# Léon Mathot
Léon Mathot (Roubaix, 5 marzo 1886 – Parigi, 6 marzo 1968) è stato un attore cinematografico e regista francese.

## Biografia
Comparsa e generico, dal 1906, ebbe successivamente nel cinema muto, parti di una certa importanza.
Dopo l'avvento del sonoro passò alla regia cinematografica, incominciando una brillante carriera, che lo portò alla carica di vicepresidente della Cinemathéque Française.

## Filmografia

### Attore
- La course à la perruque, regia di Georges Hatot e André Heuzé (1906)
- Le secret de l'acier, regia di Henri Andréani (1908)
- Gontran champion du monde (1911)
- Gontran aime les animaux (1911)
- Gontran a le coup de foudre, regia di Lucien Nonguet (1911)
- De Arnhemsche Medeminnaars, regia di Alfred Machin (1912)
- Gontran charmeur (1912)
- La dramatique passion d'Algabert et d'Élisabeth de Rodembourg, regia di Alfred Machin (1912)
- Les rivaux d'Arnheim, regia di Henri Andréani (1912)
- Le secret de l'acier, regia di Alfred Machin (1912)
- La légende des chevaliers d'Algalbert, regia di Henri Andréani (1912)
- Le pont fatal, regia di Henri Andréani (1914)
- Sous l'uniforme, regia di Camille de Morlhon (1915)
- Les faussaires, regia di Louis Paglieri (1915)
- I gas mortali, regia di Abel Gance (1916)
- Nemrod et compagnie, regia di Maurice Mariaud (1916)
- Le Moulin tragique, regia di Laïné (1916)
- Fioritura, regia di Abel Gance (1916)
- Il diritto alla vita, regia di Abel Gance (1917)
- Volonté, regia di Henri Pouctal (1917)
- Barbarossa, regia di Abel Gance (1917)
- La zona della morte, regia di Abel Gance (1917)
- Son héros, regia di Charles Burguet (1917)
- Les écrits restent, regia di Georges-André Lacroix (1917)
- Le comte de Monte Cristo, regia di Henri Pouctal (1918)
- Les petites marionnettes, regia di Louis Feuillade (1918)
- La maison d'argile, regia di Gaston Ravel (1918)
- La course du flambeau, regia di Charles Burguet (1918)
- Les dames de Croix-Mort, regia di Maurice Mariaud (1919)
- Travail, regia di Henri Pouctal (1920)
- L'ami Fritz, regia di Suzanne Devoyod, René Hervil (1920)
- Papillons, regia di Édouard-Émile Violet (1920)
- The Empire of Diamonds, regia di Léonce Perret (1920)
- Blanchette, regia di René Hervil (1921)
- L'empereur des pauvres, regia di René Leprince (1922)
- Être ou ne pas être, regia di René Leprince (1922)
- Jean d'Agrève, regia di René Leprince (1922)
- La robe déchirée, regia di Jacques de Baroncelli (1922)
- L'auberge rouge, regia di Jean Epstein (1923)
- Coeur fidèle, regia di Jean Epstein (1923)
- Vent debout, regia di René Leprince (1923)
- Mon oncle Benjamin, regia di René Leprince (1924)
- Les cinquante ans de Don Juan, regia di Henri Étiévant (1924)
- Le puits de Jacob, regia di Edward José (1925)
- Le diable dans la ville, regia di Germaine Dulac (1925)
- La blessure, regia di Marco de Gastyne (1925)
- Der Maler und sein Modell, regia di Jean Manoussi (1925)
- Le Berceau de Dieu, regia di Fred LeRoy Granville (1926)
- La nuit de la revanche, regia di Henri Étiévant (1926)
- Yasmina, regia di André Hugon (1927)
- Rue de la paix, regia di Henri Diamant-Berger (1927)
- Celle qui domine, co-regia regia di Carmine Gallone (1927)
- L'appassionata, co-regia regia di André Liabel (1929)
- Dans l'ombre du harem, co-regia regia di André Liabel (1929)
- Le mystère de la villa, regia di René Hervil e Louis Mercanton (1930)
- L'instinct, co-regia di André Liabel (1930)
- La maison de La Flèche, regia di Henri Fescourt (1930)
- Passeport 13.444, regia di Léon Mathot (1931)
- Deuxième bureau contre kommandantur, regia di Robert Bibal e René Jayet (1939)

### Regista
- Celle qui domine, co-regia di Carmine Gallone (1927)
- L'appassionata, co-regia di André Liabel (1929)
- Dans l'ombre du harem, co-regia di André Liabel (1929)
- L'instinct, co-regia di André Liabel (1930)
- Le Refuge (1931)
- Passeport 13.444 (1931)
- La bande à Bouboule (1931)
- Baciatemi! (1932)
- Nudo come Adamo (1933)
- Bouboule I°, re negro (1934)
- Le comte Obligado (1935)
- La mascotte (1935)
- Les loups entre eux (1936)
- L'homme à abattre (1937)
- L'angelo del focolare (1937)
- Aloha, le chant des îles (1937)
- Cheri-Bibi l'evaso (1938)
- Le révolté (1938)
- Rappel immédiat (1939)
- Il bosco sacro (1939)
- Le collier de chanvre (1940)
- Fromont jeune et Risler aîné (1941)
- Cartacalha (1942)
- Forte tête (1942)
- L'homme sans nom (1943)
- La via del penitenziario (1945)
- Nuits d'alerte (1946)
- La dernière chevauchée (1947)
- Le dolmen tragique (1948)
- L'homme aux mains d'argile (1949)
- La danzatrice di Marrakesch (1950)
- Mon gosse de père (1953)

### Sceneggiatore
- Dans l'ombre du harem, co-regia di  André Liabel (1929)
- Cartacalha (1942)
- Forte tête (1942)
- L'homme aux mains d'argile (1949)